# Premiul Locus pentru cea mai bună nuvelă
Premiul Locus pentru cea mai bună nuvelă a fost acordat din 1973 de către revista Locus.

## Lista câștigătorilor
Câștigătorii Premiului Locus pentru cea mai bună nuvelă sunt:
| An   | Nuvela                                           | Author                            |
| ---- | ------------------------------------------------ | --------------------------------- |
| 1973 | The Gold at the Starbow's End                    | Frederik Pohl                     |
| 1974 | The Death of Doctor Island                       | Gene Wolfe                        |
| 1975 | Born with the Dead                               | Robert Silverberg                 |
| 1976 | The Storms of Windhaven                          | Lisa Tuttle & George R. R. Martin |
| 1977 | The Samurai and the Willows                      | Michael Bishop                    |
| 1978 | Stardance                                        | Spider Robinson & Jeanne Robinson |
| 1979 | The Persistence of Vision                        | John Varley                       |
| 1980 | Enemy Mine                                       | Barry B. Longyear                 |
| 1981 | Nightflyers                                      | George R. R. Martin               |
| 1982 | Blue Champagne                                   | John Varley                       |
| 1983 | Souls                                            | Joanna Russ                       |
| 1984 | Her Habiline Husband                             | Michael Bishop                    |
| 1985 | PRESS ENTER[]                                    | John Varley                       |
| 1986 | The Only Neat Thing to Do                        | James Tiptree, Jr.                |
| 1987 | R&R                                              | Lucius Shepard                    |
| 1988 | The Secret Sharer                                | Robert Silverberg                 |
| 1989 | The Scalehunter's Beautiful Daughter             | Lucius Shepard                    |
| 1990 | The Father of Stones                             | Lucius Shepard                    |
| 1991 | A Short, Sharp Shock                             | Kim Stanley Robinson              |
| 1992 | The Gallery of His Dreams                        | Kristine Kathryn Rusch            |
| 1993 | Barnacle Bill the Spacer                         | Lucius Shepard                    |
| 1994 | Mefisto in Onyx                                  | Harlan Ellison                    |
| 1995 | Forgiveness Day                                  | Ursula K. Le Guin                 |
| 1996 | Remake                                           | Connie Willis                     |
| 1997 | Bellwether                                       | Connie Willis                     |
| 1998 | Where Angels Fear to Tread                       | Allen Steele                      |
| 1999 | Oceanic                                          | Greg Egan                         |
| 2000 | Orphans of the Helix                             | Dan Simmons                       |
| 2001 | Radiant Green Star                               | Lucius Shepard                    |
| 2002 | The Finder                                       | Ursula K. Le Guin                 |
| 2003 | The Tain                                         | China Mieville                    |
| 2004 | The Cookie Monster                               | Vernor Vinge                      |
| 2005 | Golden City Far                                  | Gene Wolfe                        |
| 2006 | Magic for Beginners                              | Kelly Link                        |
| 2007 | Missile Gap                                      | Charles Stross                    |
| 2008 | After the Siege                                  | Cory Doctorow                     |
| 2009 | Pretty Monsters                                  | Kelly Link                        |
| 2010 | The Women of Neill Gwynne's                      | Kage Baker                        |
| 2011 | The Lifecycle of Software Objects                | Ted Chiang                        |
| 2012 | Silently and Very Fast                           | Catherynne M. Valente             |
| 2013 | After the Fall, Before the Fall, During the Fall | Nancy Kress                       |
| 2014 | Six-Gun Snow White                               | Catherynne M. Valente             |
| 2015 | Yesterday’s Kin                                  | Nancy Kress                       |
| 2016 | Slow Bullets                                     | Alastair Reynolds                 |
| 2017 | Every Heart a Doorway                            | Seanan McGuire                    |
| 2018 | All Systems Red                                  | Martha Wells                      |
| 2019 | Artificial Condition                             | Martha Wells                      |